# Kim Woo-seok
Kim Woo-seok (em coreano: 김우석; Daejeon, 27 de outubro de 1996), também conhecido por seu nome artístico Wooshin (em coreano: 우신), é um cantor e dançarino sul-coreano. Estreou como membro do boy group sul-coreano UP10TION em 2015. Em 2019, ganhou destaque após terminar em segundo lugar no ranking do reality show Produce X 101, se tornando um integrante do boy group X1. 

## Vida pessoal
Kim Woo-seok nasceu em 27 de outubro de 1996. Ele é filho único de sua família. 
Em 28 de fevereiro de 2016, se matriculou no Instituto de Mídia e Artes Dong-ah, com especialização em atuação e K-pop.

## Carreira

### 2015–2018:UP10TION
Kim apareceu pela primeira vez no programa de pré-estreia do UP10TION, "Masked Rookie King" em 2015.  Ele foi o primeiro membro a ser apresentado ao grupo.  Ele fez sua estréia oficial na Coréia do Sul em 11 de setembro de 2015, com seu primeiro EP chamado "Top Secret".  

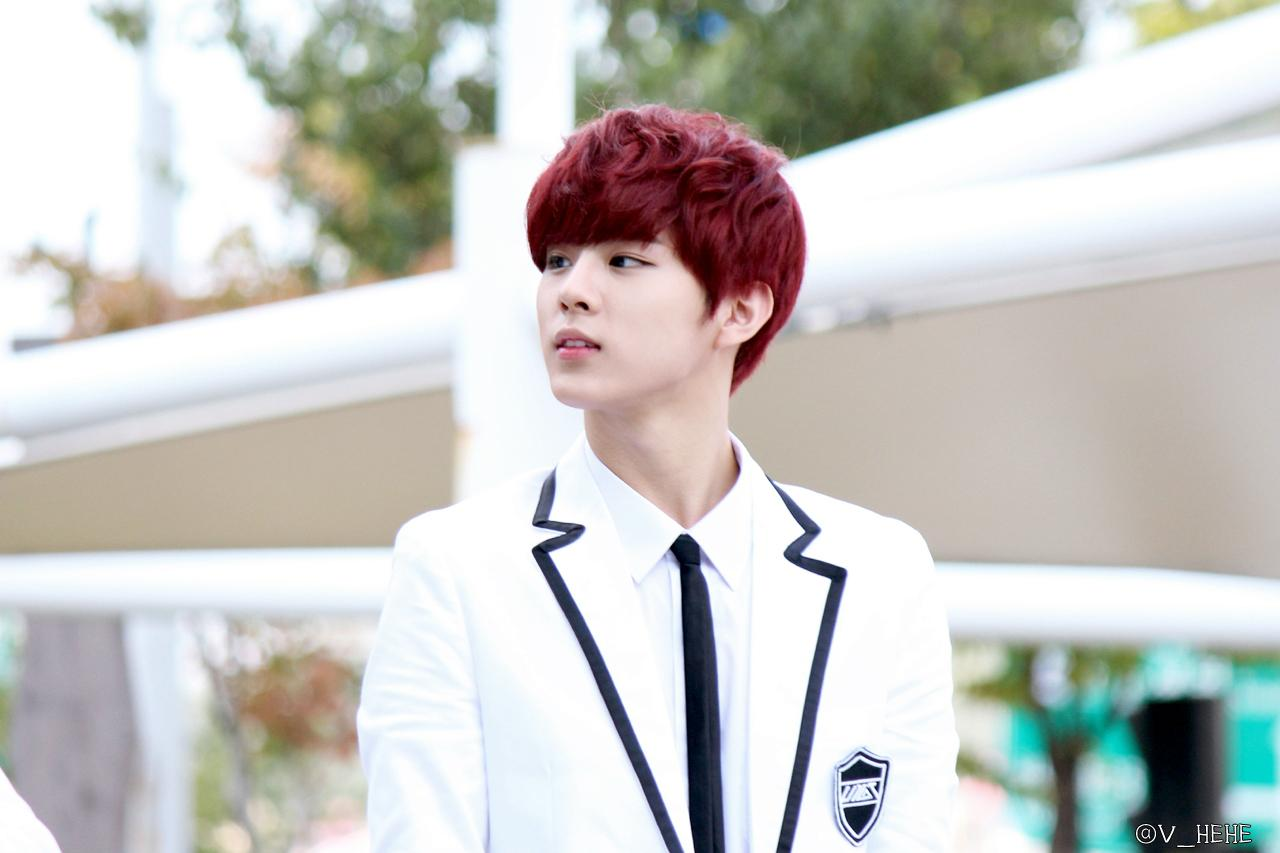
Woo-seok oito dias após sua estreia no grupo UP10TION, em Setembro de 2015.

Ele foi o MC do The Show da SBS junto com Somi de 11 de outubro de 2016  a 25 de abril de 2017.
Em 8 de março de 2017, junto com os membros do UP10TION, Kim estreou no Japão com seu primeiro single japonês, ID (ア イ デ ィ ー). Ele estava em hiato em 6 de junho do mesmo ano devido a problemas de saúde mental.  Ele retornou ao grupo após nove meses e juntou-se aos membros com o lançamento de seu primeiro álbum completo, "Invitation". 

### 2019–2020:Produce X 101e X1
Em março de 2019, Woo-seok revelou-se um participante do Produce X 101, juntamente com seu colega do UP10TION, Lee Jinhyuk.   Kim ficou em segundo lugar no episódio final com 1.304.033 votos, ganhando um lugar na escalação final.  Debutou com X1 no dia 27 de agosto com o single "Flash". 
Apesar de uma estreia bem-sucedida, a carreira do X1 foi interrompida pela investigação de manipulação de votos da Mnet e, após uma negociação malsucedida sobre o futuro do grupo entre as agências individuais dos membros, eles se separaram em 6 de janeiro de 2020. 

## Filmografia

### Shows de televisão
| Ano  | Título        | Rede    | Notas              | Ref.          |
| ---- | ------------- | ------- | ------------------ | ------------- |
| 2016 | The Show      | SBS MTV | Anfitrião com Somi | [ 11 ] [ 12 ] |
| 2019 | Produce X 101 | Mnet    | Participante       |               |
| 2019 | X1 Flash      | Mnet    | Ele mesmo          |               |